# Amt (Beamtenrecht)

Schaubild

Das Amt im Beamtenrecht wird unterschieden in das Statusamt sowie das abstrakte und das konkrete Funktionsamt.

## Statusamt
Das statusrechtliche Amt wird grundsätzlich durch die Zugehörigkeit zu einer Laufbahn und Laufbahngruppe, durch das Endgrundgehalt der Besoldungsgruppe und durch die dem Beamten verliehene Amtsbezeichnung gekennzeichnet. In abstrakter Weise wird dadurch seine Wertigkeit in Relation zu anderen Ämtern zum Ausdruck gebracht.
Das Amt im statusrechtlichen Sinn wird dem Beamten mit der Ernennung übertragen. Es bezeichnet die abstrakte Dienststellung und definiert die besoldungsrechtliche Stellung (beispielsweise Ministerialrat). Dies entspricht dem Dienstgrad bei Soldaten. Die Ämter werden im Bundesbesoldungsgesetz (bzw. seit der Föderalismusreform 2006 für Landes- und Kommunalbeamte durch das jeweilige Landesbesoldungsgesetz) festgelegt. Die Verleihung eines anderen statusrechtlichen Amtes mit höherem Endgrundgehalt und mit einer anderen Amtsbezeichnung ist eine Beförderung. Sie unterliegt in der Regel dem Mitbestimmungsrecht des Personalrates. Pro Besoldungsordnung gibt es Spitzenämter, das sind die höchstbewerteten erreichbaren Ämter; Beispiel: Die Besoldungsgruppe A 16 ist das Spitzenamt der Besoldungsordnung A.

## Funktionsamt
Das Amt im funktionellen Sinne bezieht sich auf die dienstlichen Aufgaben des Beamten. Aus dem abstrakt-funktionellen Amt lassen sich die Kriterien gewinnen, anhand derer sich die Amtsangemessenheit des konkret-funktionellen Amts beurteilen lässt.

### Abstrakt-funktionelles Amt
Das abstrakt-funktionelle Amt knüpft im abstrakt verstandenen Sinne an die Beschäftigung des Beamten an. Gemeint ist der dem statusrechtlichen Amt entsprechende Aufgabenkreis, der einem Inhaber dieses Statusamts bei einer bestimmten Behörde auf Dauer zugewiesen ist. Das abstrakt-funktionelle Amt wird dem Beamten durch gesonderte Verfügung des Dienstherrn übertragen. Es ist das rechtliche Bindeglied, das den Beamten an eine bestimmte Behörde bindet und zugleich in abstrakter Form seinen Tätigkeitsbereich bei dieser Behörde umschreibt. Das abstrakt-funktionelle Amt definiert Grenzen, innerhalb derer der Dienstherr dem Beamten Dienstgeschäfte übertragen und entziehen kann.
Das Amt im abstrakt-funktionalen Sinn wird dem Beamten mit der Zuordnung zu einer bestimmten Behörde übertragen (z. B. Ministerialrat im Bundesministerium des Innern, für Bau und Heimat). Es ändert sich daher bei der Versetzung zu einer anderen Behörde. Auch bei der Abordnung, also dem vorübergehenden Wechsel der Dienststelle, wird ein anderes abstrakt-funktionales Amt übertragen. Bei der bloßen Umsetzung innerhalb einer Behörde ändert sich das Amt im abstrakt-funktionalen Sinn allerdings nicht. Versetzungen und Abordnungen unterliegen (z. T. bei Mindestzeiträumen) der Mitbestimmung des Personalrates, Umsetzungen in den meisten Bundesländern nur, soweit damit ein Wechsel des Dienstortes verbunden ist (Ausnahme Nordrhein-Westfalen).

### Konkret-funktionelles Amt
Das konkret-funktionelle Amt, der Dienstposten, bezeichnet die dem Beamten tatsächlich übertragene Funktion, seinen Aufgabenbereich.
Das Amt im konkret-funktionalen Sinn bezeichnet die Übertragung eines bestimmten geschäftsplanmäßigen Aufgabenbereichs (Amtsstelle/Dienstposten). Die Übertragung eines anderen Amtes im konkret-funktionalen Sinn, also eines anderen geschäftsplanmäßigen Aufgabenbereichs innerhalb einer Behörde, nennt man Umsetzung. Die Änderung des Amtes im konkret-funktionalen Sinn ist eine innerdienstliche Weisung, die das Grundverhältnis des Beamten nicht berührt, so dass er nur in Ausnahmefällen dagegen vorgehen kann.
Die drei Amtsbegriffe können auch zusammenfallen, so etwa beim Präsidenten des Bundeskriminalamts.

## Zusammenhang zwischen Status- und Funktionsamt
Die für die amtsgemäße Besoldung gemäß § 18 BBesG notwendige Zusammenschau von Amt im statusrechtlichen und im funktionellen Sinne steht einer dauernden Trennung von Amt und Funktion grundsätzlich entgegen. Der Dienstherr ist gehalten, dem Beamten solche Funktionsämter zu übertragen, die in ihrer Wertigkeit dem Amt im statusrechtlichen Sinne entsprechen. Der Beamte muss Änderungen seines abstrakten und konkreten Aufgabenbereiches nach Maßgabe seines statusrechtlichen Amts hinnehmen. Die Verleihung eines mit dem Statusamt in Übereinstimmung zu haltenden Funktionsamts gehört zu den hergebrachten Grundsätzen des Berufsbeamtentums. Ob eine amtsangemessene Tätigkeit vorliegt, beantwortet ein Vergleich zwischen Amt und Tätigkeit.

## Richteramt
Die obigen Ausführungen gelten sinngemäß auch für Richter. Jedoch ist die Versetzung eines Richters auf Zeit oder Lebenszeit nur mit schriftlicher Zustimmung möglich, es sei denn, die Versetzung wird auf Grund einer Richteranklage, des Ergebnisses eines Disziplinarverfahrens, im Zuge der Änderung der Gerichtsorganisation oder wegen einer außerdienstlichen Verfehlung des Richters (übergeordnetes Interesse der Rechtspflege) angeordnet.